# Légère et court vêtue
Pour plus de détails, voir Fiche technique et Distribution.
Légère et court vêtue est un film français réalisé par Jean Laviron, sorti en 1953.

## Synopsis
L'avocat Jacques Vermorel reçoit la visite d'un inconnu, Gaétan, qui lui apprend que sa femme Jacqueline lui a accordé ses faveurs. Jacques chasse son épouse qui se réfugie chez un de ses prétendants, Pierre. Ce dernier qui s'apprêtait à épouser sa maîtresse Simone rompt avec elle. Un prétendu détective, Duvernois, engagé par Vermorel pour suivre sa femme, ne cesse de démêler, ou plutôt d'emmêler les fils de l'intrigue. Après bien des péripéties, deux infirmiers passent la camisole de force à Gaétan et Duvernois qui étaient deux fous échappés de l'asile. Jacques et Jacqueline se réconcilient et Pierre épouse Simone.
Le titre est une citation extraite de la fable de La Fontaine : La Laitière et le pot au lait.

## Fiche technique
Source IMDb
- Titre : Légère et court vêtue
- Réalisation : Jean Laviron, assisté de Jean Dewever, André Fey
- Scénario : d'après la pièce de Jean Guitton, Un amour fou
  - Adaptation et dialogues : Jean Laviron
- Décors : René Moulaert, assisté d'Yves Olivier
- Costumes : Le déshabillé de J. Pierreux est de Lucyle Valéry
- Photographie : André Germain, assisté de Guy Suzuki
  - Opérateur : Walter Wottitz, assisté d'Adolphe Charlet, Michel Bouyer et Paul Suzuki
  - Photographe de plateau : Léo Mirkine et Sacha Mansour
- Musique : Daniel White
  - Chanson : Légère et court vêtue de François Llenas et Daniel White, chantée par Verlor et Darvil (Éditions Salvet)
- Montage : Andrée Feix, assistée de Gaby Bac
- Son : Jean Bertrand, assisté d'André Louis
  - Perchman : Gabriel Motus
  - Recorder : Jean Dastugne
- Maquillage : Janine Jarreau
- Script-girl : Colette Larivière
- Régisseur général : Ernest Muller, assisté de Daniel Duchauffour
- Régisseur extérieur : Robert Christidès, assisté de Pierre Baum
- Accessoiriste : Jean Dumousseau, Daniel Laguille
- Tapissier : Lucien Proffit
- Habilleuse : Gilberte Sponcet
- Tournage du 12 décembre 1952 au 8 janvier 1953 aux studios "Franstudio" de Saint-Maurice
- Tirage : Laboratoire G.T.C de Joinville - Studios Franstudio de St-Maurice - Enregistrement sonore S.P.S - Système sonore Euphonic, procédé Charollais=Picot
- Production : Arca Films (France)
  - Chef de production : Albert-Pierre Barrière
  - Directeur de production : Jacques Dampierre
  - Administrateur général de production : André Reffet
  - Secrétaire de production : Michèle Reffet
- Distribution : D.F.F
- Pays de production :  France
- Format :  Noir et blanc - 1,37:1 - 35 mm - Son mono - Procédé cinématographique : sphérique
- Durée : 88 minutes
- Genre : Comédie
- Date de sortie : 
  - France - 6 novembre 1953
- Visa d'exploitation : 13618
- Affiche : Henri Cerutti (France)

## Distribution
Source IMDb
- Louis de Funès : Paul Duvernois, le prétendu détective
- Jean Parédès : Gaétan, l'inconnu "fou"
- Madeleine Lebeau : Jacqueline Vermorel, la femme de Jacques
- Jacqueline Pierreux : Simone, la maîtresse de Pierre
- Jacques-Henri Duval : Pierre Plouvier, un prétendant de Jacqueline
- Pierre Destailles : Maître Jacques Vermorel, avocat
- Nicole Jonesco : Hélène, la bonne de l'avocat
- Albert Rémy : Le barman
- Charles Bayard : Un homme dans la salle d'attente
- Guy-Henry : Un infirmier de l'asile
- Verlor et Davril : Les chanteurs de la chanson générique

Rôles dont les acteurs ne sont pas identifiés
- Une cliente de l'avocat dans la salle d'attente
- Le chauffeur du taxi
- Le jeune couple s'embrassant dans le bar
- Les deux autres infirmiers

## Autour du film
Toute une partie de l'action est censée se dérouler rue Verniquet. Cette voie existe réellement dans le 17e arrondissement de Paris
Jacques Dynam n’apparaît pas dans les copies actuellement disponibles de ce film, qui est pourtant mentionné dans certaines de ses filmographies.